# Karl Ekbom
Karl Edvard Ekbom, född 28 oktober 1935 i Stockholm, död 30 november 2019 i Bromma, var en svensk neurolog. Han var son till Karl-Axel Ekbom och bror till Torsten Ekbom. 

## Biografi
Ekbom blev medicine licentiat i Stockholm 1962, medicine doktor 1970, docent i neurologi vid Karolinska institutet 1970, var klinisk lärare där 1972–1978, underläkare vid Södersjukhuset, Akademiska sjukhuset och Karolinska sjukhuset 1962–1971, biträdande överläkare vid neurologiska kliniken vid Södersjukhuset 1972–1978 och överläkare där från 1978. 
Ekbom var sekreterare i Svenska neurologsällskapet 1967–1970, Svenska migränsällskapet 1968–1988, Skandinaviska migränsällskapet 1969–1970, 1973–1974, 1978–1979 och 1985–1988, ordförande i Svenska migränsällskapet från 1989, ordförande i ämnesexpertgruppen för nervsjukdomar i nämnden för läkares vidareutbildning 1976–1981, specialsakkunnig i neurologi vid Stockholms läns landsting från 1979, ordförande i Svenska neurologföreningen 1980–1982 och ledamot av International Headache Society från 1987. Han författade skrifter i neurologi och invärtes medicin.
Karl Ekbom är begravd på Bromma kyrkogård.